# Daniela Riedl
Daniela Riedl (* 1982 in Hartberg, Steiermark) ist eine österreichische Künstlerin und Musikerin. Unter dem Künstlernamen Makki arbeitet sie als Sängerin mit Rainer Binder-Krieglstein zusammen.

## Biografie
Nach der Matura an der HTBLA Ortwein für Kunst und Design im Jahr 2001 besuchte sie die Meisterschule für Bildhauerei in Graz und nahm 2005 das Studium an der Akademie der bildenden Künste Wien auf, das sie 2012 mit Diplom abschloss. Sie war Gründungsmitglied der Wiener Künstlerinnengruppe Swanhotel. Als freie Künstlerin arbeitet sie mit Zeichnung, Performance, Sound- und Rauminstallation.
Anfang der 2000er Jahre entdeckte der Grazer Musiker Rainer Binder-Krieglstein Riedl in einem Kirchenchor. Sie nannte sich Makki und arbeitet seitdem bei Bühnenauftritten mit ihm zusammen. Bis 2012 nahm sie fünf CD-Alben mit ihm auf.
Ab 2001 arbeitete sie als Künstlerin und Musikerin in mehreren Kooperationen. So trat sie (auch unter dem Namen Daniela «Makkito» Riedl) als Backup-Sängerin mit der österreichischen Alpenrock-Band Lasch auf. Makki und Frau Herz war ein dem Seemannslied gewidmetes Popmusik-Programm, das Daniela Riedl mit der Sängerin Kathrin Maria Anna Füßl in aufwändigen Kostümierungen und Bühnenbauten auf Kleinkunstbühnen gestaltete. Im Grazer Theater T'eig spielte Riedl 2013 mit Gesang und Performance in dem Stück Barbaren!.
2010 gründete sie gemeinsam mit Florian Lang die Band Le Toy. Am 12. Dezember 2014 veröffentlichten Le Toy ihre erste Single Beam Me Up!. Am 23. Januar 2015 erscheint der erste Long Player der Formation: Humanize.

## Diskografie
Alben mit Binder & Krieglstein
- 2002: International[13]
- 2004: Trip
- 2007: Alles verloren[14]
- 2010: New Weird Austria[15]
- 2012: Jugend[16][17]

Alben mit LeToy
- 2015: Humanize

## Ausstellungen und Performances
- 2008: Performance Pool 2, Wien[18]
- 2008: sichs richten (gemeinsam mit Kathrin Füßl, Wien) in Graz; 2010 in Hamburg; 2011 im MuseumsQuartier, Wien
- 2010: JABBERWOCKY, Frappant, Hamburg[19]
- 2011 bis 2012: zwischenmensch, Installationen, Grafiken und Fotografien, Galerie “44QM”, Hartberg[20]